# Alfred Wegener
Alfred Lothar Wegener (n. 1 noiembrie 1880, Berlin – d. noiembrie 1930, Groenlanda) a fost exploratori
polar, educator, climatolog, geolog, geofizician, meteorolog și seismolog german, care s-a ocupat și de studiul polilor și de studierea planetei Pământ.
Cea mai importantă contribuție științifică a sa este larg considerată a fi teoria mișcării plăcilor tectonice, sau deriva continentelor, recunoscută postum.

## Caracterizări ale lui Wegener
- Hans Benndorf (1870 – 1953), fizician și seismolog, îl caracteriza astfel pe Alfred Wegener.

| “ | [Alfred Wegener] era o persoană cu un caracter impecabil, simplitate neîmpodobită și modestie rară. În același timp, a fost un om de acțiune, care, urmărind un scop ideal, a realizat extraordinarul prin puterea sa de fier și tenacitatea, punându-și [deseori] viața în pericol. | ” |